# Panny i wdowy (serial telewizyjny)
Panny i wdowy – polski serial obyczajowy w reżyserii Janusza Zaorskiego. W trakcie realizacji filmu autorka scenariusza, Maria Nurowska rozpoczęła pracę nad książką pod tym samym tytułem.

## Opis fabuły
Serial opowiada o stu latach polskiej historii z punktu widzenia kobiet, tytułowych panien i wdów. Akcja serialu zaczyna się w roku 1863, a kończy na początku lat 90. XX w. Telewidz śledzi dzieje pięciu dam, wywodzących się z zamożnej rodziny ziemiańskiej o wiele mówiącym nazwisku – Lechickie.

## Obsada
- Maja Komorowska – Ewelina Lechicka
- Katarzyna Figura – Karolina Lechicka, córka Eweliny
- Joanna Trzepiecińska – Karolina, córka Karoliny
- Jan Nowicki – Cyprian Lechicki
- Dorota Segda – Mania Lechicka
- Andrzej Zaorski – malarz Henryk, mąż Mani
- Marcin Troński – Jan, kochanek Karoliny
- Ewa Dałkowska – Susanne
- Jan Jurewicz – Żołnierz sowiecki
- Maria Gładkowska – Ewelina, córka Karoliny
- Jan Peszek – Stanisław Chmurka, mąż Eweliny, ojciec Zuzanny
- Paulina Młynarska-Moritz – Zosia, przyjaciółka Eweliny
- Tadeusz Bradecki – mąż Zuzanny
- Kazimierz Kaczor – komendant łagru, potem pułkownik SB
- Joanna Szczepkowska – Zuzanna, córka Eweliny
- Karol Strasburger – redaktor naczelny pisma, kochanek Eweliny
- Artur Żmijewski – ks. Bradecki, zesłaniec na Syberii
- Mirosław Zbrojewicz – Żołnierz sowiecki w pociągu
- Janusz Gajos – adwokat Andrzej Obłuka
- Andrzej Grabarczyk – strażnik w łagrze, potem oficer SB
- Wojciech Malajkat – Herbert, więzień łagru
- Janusz Zaorski – kupujący książki w księgarni polskiej w Paryżu
- Piotr Machalica – zesłaniec dr Piotr
- Jacek Borkowski – dyrektor hotelu
- Maciej Orłoś – ksiądz odprawiający symboliczny pogrzeb Eweliny
- Borys Marynowski – żołnierz francuski
- Krzysztof Kowalewski – proboszcz w Jurowiczach
- Henryk Bista – pułkownik pruski
- Piotr Polk – rosyjski zesłaniec, przyjaciel Borskiego
- Krystyna Feldman – dyrektorka pensji (gościnnie)
- Krzysztof Tyniec – nauczyciel w Lechicach / kochanek Susanne (gościnnie)
- Agnieszka Suchora – sprzedawczyni kapeluszy w paryskim sklepie Eweliny (gościnnie)
- Paweł Wilczak – mężczyzna modlący się przed obrazem Matki Boskiej Lechickiej (niewymieniony w czołówce)
- Stanisław Sparażyński – lokaj Jana
- Władysław Kowalski – Jan Darski, miłość Eweliny
- Andrzej Grąziewicz – komisarz policji w lokalu
- Tadeusz Hanusek – odźwierny w lokalu